# محمود صالحی (فعال سیاسی)
محمود صالحی (۱۳۴۱ در سقز - ) فعال سیاسی کارگری و زندانی سیاسی اهل ایران است که در طول سال‌های فعالیت خود چندین بار به دلیل فعالیت‌های صنفی کارگری و سازمان‌دهی تجمع‌های اعتراضی بازداشت و محکوم به زندان شد.

## زندگی‌نامه
محمود صالحی در سال ۱۳۴۱ در سقز در استان کردستان متولد شد. وی تحصیلات اولیۀ خود را در شهر زادگاه خود گذراند و سپس مشغول به کار شد. در این با توجه به شرایط محل زندگی خود گرایش به سمت فعالیت‌های کارگری پیدا نمود. در طول فعالیت های خود حتی با بازداشت اعضای خانواده منجمله همسرش مواجه شد.

## فعالیت‌ها و بازداشت‌ها
محمود صالحی اولین بار در سال ۱۳۵۹ توسط جمهوری اسلامی ایران بازداشت شد و سپس تا سال ۱۳۶۵ مجموعاً پنج بار به اتهام همکاری با احزاب مسلح کردستان در ارومیه، مهاباد، نقده، سردشت و [دیگر] شهرهای ایران زندانی شد. وی در سال ۱۳۷۱ بار دیگر به اتهام همکاری با احزاب کردستان بازداشت شد و این در حالی بود که به گفتۀ خود وی پس از سال ۱۳۶۷ با هیچ حزبی به همکاری نپرداخته‌است. وی دو بار دیگر در سال ۱۳۷۷ به مدت ده ماه و در سال ۱۳۸۵ به مدت ۳ سال را به همین اتهام در زندان گذرانید. وی در ابتدای تأسیس حکومت جمهوری اسلامی مجموعاً هشت سال را در زندان به سر برده است.
محمود صالحی از پایه‌گذاران کمیته هماهنگی برای کمک به ایجاد تشکل‌های کارگری بوده‌است و به این دلیل مدت دو سال و نیم زندان را تحمل نموده‌است. وی بار دیگر در سال ۱۳۹۰ در مجمع عمومی در شهر کرج بازداشت شد. آخرین بازداشت وی در سال ۱۳۹۴ در منزل شخصی وی در شهر سقز اتفاق افتاد.
او همچنین در روز ۷ آبان ۱۳۹۶ برای اجرای دورۀ یک سال حبس خود به دست مأموران اطلاعاتی بازداشت شد، اما در روز ۱۲ آبان به دلیل تشدید بیماری قلبی‌اش به بهداری زندان و سپس به بیمارستان «امام خمینی» سقز انتقال یافت و در بخش مراقبت‌های ویژه این بیمارستان بستری شد. به گزارش خبرگزاری ایلنا، خانوادۀ محمود صالحی گفتند که او به توصیۀ پزشک معالج و برای ادامه معالجۀ قلب خود باید به یکی از بیمارستان‌های تهران، تبریز یا ارومیه اعزام می‌شد. بر اساس گزارش‌ها، محمود صالحی در زمانی که در بیمارستان بستری بود تحت مراقبت سه مأمور زندان قرار داشت و پاهایش با زنجیر بسته شده‌بود. سامرند صالحی، فرزند محمود صالحی، پیشتر به رادیو فردا گفته بود که پدرش دو بار در سال ۱۳۹۶ تحت عمل جراحی قلب قرار داشته‌است. صالحی در عین حال به دلیل از دست دادن کلیه‌های خود در بازداشتگاه اداره اطلاعات سنندج، نیاز دارد که دو بار در هفته تحت دیالیز قرار گیرد. ضمن آنکه به بیماری دیابت نیز مبتلا است.

## واکنش‌ها به دستگیری و مجازات
آبان ۹۶: «کمیته دفاع از محمود صالحی» اعلام کرد که او روز شنبه ۲۰ آبان، به رغم توصیۀ پزشک معالجش به زندان مرکزی سقز بازگردانده شده‌است. این کمیته که نجیبه صالحی، همسر محمود صالحی، سخنگویی آن را بر عهده دارد، دستگاه قضایی و وزارت اطلاعات را متهم کرد که «در تصمیمی مشترک، هرگونه تلاش برای مرخصی پزشکی محمود صالحی و خانواده‌اش را به شکست کشاندند». 
همچنین هفت تشکل کارگری ایران در بیانیه‌ای مشترک به زنجیر بسته شدن پاهای محمود صالحی را «روشی غیرانسانی و به‌جامانده از سبعیت دوران بردگی» خواندند. اتحادیه آزاد کارگران ایران، انجمن صنفی کارگران برق و فلزکار کرمانشاه، سندیکای کارگران نیشکر هفت‌تپه، سندیکای نقاشان البرز، کانون مدافعان حقوق کارگر، کمیته پیگیری ایجاد تشکل‌های کارگری و کمیته هماهنگی برای کمک به ایجاد تشکل‌های کارگری در این بیانیه بر لزوم آزادی فوری و بی قید و شرط محمود صالحی تأکید کردند و وارد آمدن هر گونه «لطمات جسمانی به او را متوجه بالاترین مقامات قضایی و اجرایی کشور» دانستند. همچنین ۵۳۶ تن از فعالان کارگری، فرهنگی و اجتماعی ایران با امضای بیانیه‌ای به آنچه «رفتار غیرانسانی با محمود صالحی» نامیدند، اعتراض کردند. شارون بارو، دبیرکل کنفدراسیون بین‌المللی اتحادیه‌های کارگری، نیز در روز ۱۶ آبان ۹۶، در نامه‌ای به رهبر جمهوری اسلامی با انتقاد شدید از ادامۀ برخورد با تشکل‌های مستقل کارگری و فعالان کارگری در ایران تأکید کرد که محمود صالحی نباید به زندان بازگردانده شود و تمامی اتهام‌های وارد شده به او باید لغو شوند.